# Morti nel 2022/Aprile
| Questa pagina contiene informazioni ricavate automaticamente dalle voci biografiche con l'ausilio del template Bio e di un bot. L'aggiornamento è periodico e automatico e ricostruisce completamente la pagina. Se manca una persona in questa lista, sei pregato di non aggiungerla, ma accertati piuttosto che la sua voce biografica contenga il template Bio e che i dati anagrafici siano correttamente compilati. Se il template Bio manca, inseriscilo tu stesso o, in alternativa, metti l'avviso {{tmp\|Bio}} che ne segnala la mancanza. Se i dati riportati sono sbagliati, correggi direttamente la voce biografica; le modifiche saranno visibili in questa lista entro pochi giorni. Per chiarimenti vedi il progetto biografie. La lista contiene solo le 199 persone che sono citate nell'enciclopedia e per le quali è stato implementato correttamente il template Bio. Pagina aggiornata al 26 lug 2025. |

- 1º aprile - Jolanta Lothe, attrice polacca (n. 1942)
- 1º aprile - C. W. McCall, cantante, musicista e politico statunitense (n. 1928)
- 1º aprile - Willy Vanden Berghen, ciclista su strada belga (n. 1939)
- 2 aprile - Estelle Harris, attrice e doppiatrice statunitense (n. 1928)
- 2 aprile - Javier Imbroda, allenatore di pallacanestro e politico spagnolo (n. 1961)
- 2 aprile - Silvio Longobucco, calciatore italiano (n. 1951)
- 2 aprile - Leonel Sánchez, calciatore e allenatore di calcio cileno (n. 1936)
- 3 aprile - June Brown, attrice britannica (n. 1927)
- 3 aprile - Giorgio Chittolini, storico e medievista italiano (n. 1940)
- 3 aprile - Lygia Fagundes Telles, scrittrice brasiliana (n. 1918)
- 3 aprile - Michael Meier, arcivescovo cattolico tedesco (n. 1928)
- 3 aprile - Gene Shue, cestista, allenatore di pallacanestro e dirigente sportivo statunitense (n. 1931)
- 3 aprile - Gerda Weissmann Klein, scrittrice e attivista polacca (n. 1924)
- 3 aprile - Einar Østby, fondista norvegese (n. 1935)
- 4 aprile - John McNally, pugile nordirlandese (n. 1932)
- 4 aprile - Norio Niikawa, medico e genetista giapponese (n. 1942)
- 4 aprile - Petar Skansi, cestista e allenatore di pallacanestro jugoslavo (n. 1943)
- 5 aprile - Sidney Altman, chimico statunitense (n. 1939)
- 5 aprile - Joaquim Carvalho, calciatore portoghese (n. 1937)
- 5 aprile - Helen Fletcher, tennista britannica (n. 1931)
- 5 aprile - Graciela Giannettasio, politica e avvocata argentina (n. 1950)
- 5 aprile - Stanisław Kowalski, atleta e supercentenario polacco (n. 1910)
- 5 aprile - Josef Panáček, tiratore a volo cecoslovacco (n. 1937)
- 5 aprile - Alain Parguez, economista francese (n. 1940)
- 5 aprile - Nehemiah Persoff, attore e pittore israeliano (n. 1919)
- 5 aprile - Lee Rose, allenatore di pallacanestro statunitense (n. 1936)
- 5 aprile - Bobby Rydell, cantante, musicista e imitatore statunitense (n. 1942)
- 5 aprile - Yoshikazu Shirakawa, fotografo giapponese (n. 1935)
- 5 aprile - Bjarni Tryggvason, astronauta e ingegnere canadese (n. 1945)
- 5 aprile - Jimmy Wang Yu, attore, regista e produttore cinematografico cinese (n. 1943)
- 6 aprile - Rae Allen, attrice statunitense (n. 1926)
- 6 aprile - Ana Derșidan-Ene-Pascu, schermitrice rumena (n. 1944)
- 6 aprile - Karol Divín, pattinatore artistico su ghiaccio cecoslovacco (n. 1936)
- 6 aprile - Nergüjn Enhbat, pugile mongolo (n. 1962)
- 6 aprile - Karl Neuse, pallanuotista tedesco (n. 1930)
- 6 aprile - Camilla Salvago Raggi, poetessa, scrittrice e traduttrice italiana (n. 1924)
- 6 aprile - Sergio Camillo Segre, politico, giornalista e partigiano italiano (n. 1926)
- 6 aprile - Abraham Sie, cestista e taekwondoka ivoriano (n. 1999)
- 6 aprile - Tom Smith, rugbista a 15 e allenatore di rugby a 15 britannico (n. 1971)
- 6 aprile - Eckhard Wendt, cestista tedesco (n. 1947)
- 6 aprile - Vladimir Žirinovskij, politico russo (n. 1946)
- 7 aprile - Ludwik Dorn, politico polacco (n. 1954)
- 7 aprile - Emiliano Mascetti, calciatore e dirigente sportivo italiano (n. 1943)
- 7 aprile - Birgit Nordin, soprano svedese (n. 1934)
- 7 aprile - Rayfield Wright, giocatore di football americano statunitense (n. 1945)
- 8 aprile - Alfio Angioli, rugbista a 15 italiano (n. 1932)
- 8 aprile - Uwe Bohm, attore tedesco (n. 1962)
- 8 aprile - Alberto Eva, scrittore italiano (n. 1940)
- 8 aprile - Stelio Fenzo, fumettista italiano (n. 1932)
- 8 aprile - Minori Matsushima, attrice e doppiatrice giapponese (n. 1940)
- 8 aprile - Mimi Reinhardt, austriaca (n. 1915)
- 8 aprile - Dušan Čkrebić, politico jugoslavo (n. 1927)
- 9 aprile - Riccardo Dalisi, architetto, designer e artista italiano (n. 1931)
- 9 aprile - Michael Degen, attore e scrittore tedesco (n. 1928)
- 9 aprile - Michel Delebarre, funzionario e politico francese (n. 1946)
- 9 aprile - Inga Freidenfelds, cestista lettone (n. 1935)
- 9 aprile - Chiara Frugoni, storica e scrittrice italiana (n. 1940)
- 9 aprile - Dwayne Haskins, giocatore di football americano statunitense (n. 1997)
- 9 aprile - Henk Hermsen, pallanuotista olandese (n. 1937)
- 9 aprile - Jack Higgins, scrittore britannico (n. 1929)
- 9 aprile - Ann Hutchinson, ballerina e coreografa statunitense (n. 1918)
- 9 aprile - Giampaolo Loddo, musicista, chitarrista e cantante italiano (n. 1930)
- 9 aprile - Francesco Radino, fotografo italiano (n. 1947)
- 10 aprile - Bouke Beumer, politico olandese (n. 1934)
- 10 aprile - Philippe Boesmans, compositore belga (n. 1936)
- 10 aprile - John Drew, cestista statunitense (n. 1954)
- 10 aprile - Kalindi, calciatore brasiliano (n. 1993)
- 10 aprile - Raymond John Lahey, vescovo cattolico canadese (n. 1940)
- 10 aprile - Enrico Pasini, pianista, organista e compositore italiano (n. 1935)
- 10 aprile - Estela Rodríguez, judoka cubana (n. 1967)
- 11 aprile - Antonio Bellocchio, politico italiano (n. 1927)
- 11 aprile - Marzio Bonferroni, saggista italiano (n. 1940)
- 11 aprile - Wayne Cooper, cestista, allenatore di pallacanestro e dirigente sportivo statunitense (n. 1956)
- 11 aprile - Harald Dietl, attore, doppiatore e giornalista tedesco (n. 1933)
- 11 aprile - Vincenzo Gueglio, scrittore e traduttore italiano (n. 1946)
- 11 aprile - Hans Junkermann, ciclista su strada e pistard tedesco (n. 1934)
- 11 aprile - Charnett Moffett, musicista e compositore statunitense (n. 1967)
- 11 aprile - Giulietta Sacco, cantante italiana (n. 1944)
- 12 aprile - Mario Bianchi, regista italiano (n. 1939)
- 12 aprile - Sonny Caldinez, attore trinidadiano (n. 1932)
- 12 aprile - Olga Fiorini, imprenditrice e insegnante italiana (n. 1927)
- 12 aprile - Gilbert Gottfried, comico, attore e doppiatore statunitense (n. 1955)
- 12 aprile - Zvonimir Janko, matematico croato (n. 1932)
- 12 aprile - Georges Zvunka, allenatore di calcio e calciatore francese (n. 1937)
- 13 aprile - Kjell Andreassen, calciatore norvegese (n. 1940)
- 13 aprile - Letizia Battaglia, fotografa, fotoreporter e politica italiana (n. 1935)
- 13 aprile - Michel Bouquet, attore francese (n. 1925)
- 13 aprile - Wolfgang Fahrian, calciatore tedesco occidentale (n. 1941)
- 13 aprile - Giovanni Piazza, musicista e insegnante italiano (n. 1937)
- 13 aprile - Freddy Rincón, calciatore e allenatore di calcio colombiano (n. 1966)
- 13 aprile - Dennis Stewart, cestista e allenatore di pallacanestro statunitense (n. 1947)
- 13 aprile - Irina Vorob'ëva, pattinatrice artistica su ghiaccio sovietica (n. 1958)
- 13 aprile - Wang Yumei, attrice cinese (n. 1934)
- 14 aprile - Giusi Ferré, giornalista, saggista e opinionista italiana (n. 1946)
- 14 aprile - Ilkka Kanerva, politico e dirigente sportivo finlandese (n. 1948)
- 14 aprile - Bent Løfqvist, calciatore danese (n. 1936)
- 14 aprile - Con Sullivan, calciatore inglese (n. 1928)
- 15 aprile - Mike Bossy, hockeista su ghiaccio canadese (n. 1957)
- 15 aprile - Orlando Julius, cantante, sassofonista e compositore nigeriano (n. 1943)
- 15 aprile - Jean-Paul Fitoussi, economista francese (n. 1942)
- 15 aprile - Bernhard Germeshausen, bobbista tedesco (n. 1951)
- 15 aprile - Eunice Muñoz, attrice portoghese (n. 1928)
- 15 aprile - Michael O'Kennedy, politico irlandese (n. 1936)
- 15 aprile - Charles Henry Plumb, politico inglese (n. 1925)
- 15 aprile - Liz Sheridan, attrice statunitense (n. 1929)
- 16 aprile - Raymond Baratto, calciatore francese (n. 1934)
- 16 aprile - Mariano Ortiz, cestista portoricano (n. 1944)
- 16 aprile - Gloria Sevilla, attrice filippina (n. 1932)
- 16 aprile - Joachim Streich, calciatore e allenatore di calcio tedesco orientale (n. 1951)
- 17 aprile - Eduardo Barbeiro, nuotatore e pallanuotista portoghese (n. 1932)
- 17 aprile - Jacques André Bertrand, scrittore francese (n. 1946)
- 17 aprile - Nikolaj Gusarov, regista sovietico (n. 1940)
- 17 aprile - Radu Lupu, pianista rumeno (n. 1945)
- 17 aprile - James Olson, attore statunitense (n. 1930)
- 17 aprile - Gilles Remiche, attore belga (n. 1979)
- 17 aprile - Hollis Resnik, attrice statunitense (n. 1957)
- 17 aprile - Catherine Spaak, attrice, cantante e conduttrice televisiva belga (n. 1945)
- 18 aprile - Lidija Alfeeva, lunghista sovietica (n. 1946)
- 18 aprile - Nicholas Angelich, pianista statunitense (n. 1970)
- 18 aprile - Piergiorgio Bellocchio, critico letterario e scrittore italiano (n. 1931)
- 18 aprile - Harrison Birtwistle, compositore e clarinettista inglese (n. 1934)
- 18 aprile - Valerio Evangelisti, scrittore, saggista e fumettista italiano (n. 1952)
- 18 aprile - Andrzej Korzyński, compositore e pianista polacco (n. 1940)
- 18 aprile - Hermann Nitsch, performance artist austriaco (n. 1938)
- 18 aprile - Piero Scesa, calciatore italiano (n. 1939)
- 19 aprile - Ibrahim Aoudou, calciatore camerunese (n. 1955)
- 19 aprile - Brad Ashford, politico statunitense (n. 1949)
- 19 aprile - Marco Innocenti, scrittore, sceneggiatore e fumettista italiano (n. 1966)
- 19 aprile - Carlos Lucas, pugile cileno (n. 1930)
- 19 aprile - Lorenzo Mondo, critico letterario, scrittore e giornalista italiano (n. 1931)
- 19 aprile - Sandra Pisani, hockeista su prato australiana (n. 1959)
- 19 aprile - Fabrizio Rossi Longhi, diplomatico e commediografo italiano (n. 1926)
- 19 aprile - Kane Tanaka, supercentenaria giapponese (n. 1903)
- 19 aprile - Freeman Williams, cestista statunitense (n. 1956)
- 20 aprile - Hilda Bernard, attrice argentina (n. 1920)
- 20 aprile - Gino Burrini, sciatore alpino italiano (n. 1934)
- 20 aprile - Javier Lozano Barragán, cardinale e arcivescovo cattolico messicano (n. 1933)
- 20 aprile - Marvin Moriarty, sciatore alpino statunitense (n. 1937)
- 20 aprile - Robert Morse, attore e cantante statunitense (n. 1931)
- 21 aprile - Lionello Bertoldi, politico italiano (n. 1928)
- 21 aprile - Jan Ceulemans, cestista belga (n. 1926)
- 21 aprile - Mwai Kibaki, economista e politico keniota (n. 1931)
- 21 aprile - Daryle Lamonica, giocatore di football americano statunitense (n. 1941)
- 21 aprile - Jacques Perrin, attore, regista e produttore cinematografico francese (n. 1941)
- 21 aprile - Cynthia Plaster Caster, artista statunitense (n. 1947)
- 21 aprile - Renate Holm, soprano tedesco (n. 1931)
- 21 aprile - Bea di Vigliano, pittrice italiana (n. 1920)
- 22 aprile - Silvano Ciampi, ciclista su strada e dirigente sportivo italiano (n. 1932)
- 22 aprile - Nunzio De Falco, mafioso italiano (n. 1950)
- 22 aprile - Guy Lafleur, hockeista su ghiaccio canadese (n. 1951)
- 22 aprile - Marcus Leatherdale, fotografo canadese (n. 1952)
- 22 aprile - Kurt Liebrecht, calciatore tedesco orientale (n. 1936)
- 22 aprile - Pedrie Wannenburg, rugbista a 15 sudafricano (n. 1981)
- 22 aprile - Viktor Zvjagincev, calciatore sovietico (n. 1955)
- 23 aprile - Joaquín Carmelo Borobia Isasa, vescovo cattolico spagnolo (n. 1935)
- 23 aprile - Orrin Hatch, politico, avvocato e religioso statunitense (n. 1934)
- 23 aprile - Arno, cantautore e attore belga (n. 1949)
- 24 aprile - Paolo Mauri, critico letterario e giornalista italiano (n. 1945)
- 24 aprile - Benito Mazzi, scrittore e giornalista italiano (n. 1938)
- 25 aprile - Peppe Cuga, musicista italiano (n. 1946)
- 25 aprile - Ursula Lehr, docente e politica tedesca (n. 1930)
- 25 aprile - Morton Mower, cardiologo statunitense (n. 1933)
- 25 aprile - Salvatore Pica, scrittore e gallerista italiano (n. 1939)
- 25 aprile - Nino Ricci, pittore e incisore italiano (n. 1930)
- 26 aprile - Rodolfo Betinotti, calciatore argentino (n. 1932)
- 26 aprile - Ann Davies, attrice britannica (n. 1934)
- 26 aprile - Daniel Dolan, vescovo statunitense (n. 1951)
- 26 aprile - Freddy Hall, calciatore bermudiano (n. 1985)
- 26 aprile - İsmail Ogan, lottatore turco (n. 1933)
- 26 aprile - Klaus Schulze, musicista e compositore tedesco (n. 1947)
- 26 aprile - Assunta Almirante, italiana (n. 1921)
- 27 aprile - Carlos Amigo Vallejo, cardinale, arcivescovo cattolico e teologo spagnolo (n. 1934)
- 27 aprile - David Birney, attore statunitense (n. 1939)
- 27 aprile - Gilbert Fesselet, calciatore svizzero (n. 1928)
- 27 aprile - Judy Henske, cantautrice statunitense (n. 1936)
- 27 aprile - Hado Lyria, traduttrice, pittrice e poetessa spagnola (n. 1940)
- 27 aprile - Kenneth Tsang, attore hongkonghese (n. 1934)
- 28 aprile - Neal Adams, fumettista statunitense (n. 1941)
- 28 aprile - Juan Diego, attore spagnolo (n. 1942)
- 28 aprile - Ivano Ferrari, poeta italiano (n. 1948)
- 28 aprile - Harold Livingston, scrittore e sceneggiatore statunitense (n. 1924)
- 28 aprile - Marc-René Novi, fumettista e sceneggiatore francese (n. 1913)
- 28 aprile - Silvestro Pistolesi, pittore italiano (n. 1943)
- 28 aprile - Zoran Sretenović, cestista e allenatore di pallacanestro jugoslavo (n. 1964)
- 28 aprile - Fernando Sáenz Lacalle, arcivescovo cattolico e missionario spagnolo (n. 1932)
- 29 aprile - Joanna Barnes, attrice statunitense (n. 1934)
- 29 aprile - Franco Bile, magistrato italiano (n. 1929)
- 29 aprile - Clive Griffiths, calciatore gallese (n. 1955)
- 29 aprile - Mike Hagerty, attore statunitense (n. 1954)
- 29 aprile - Luigi Locatelli, giornalista italiano (n. 1927)
- 29 aprile - Georgia Benkart, matematica statunitense (n. 1947)
- 29 aprile - Roland Robertson, sociologo britannico (n. 1938)
- 30 aprile - Ricardo Alarcón de Quesada, politico e diplomatico cubano (n. 1937)
- 30 aprile - Ron Galella, fotografo statunitense (n. 1931)
- 30 aprile - Marthe Gautier, cardiologa e pediatra francese (n. 1925)
- 30 aprile - Naomi Judd, cantante statunitense (n. 1946)
- 30 aprile - Bob Krueger, politico e diplomatico statunitense (n. 1935)
- 30 aprile - Mino Raiola, procuratore sportivo italiano (n. 1967)
- 30 aprile - Gabe Serbian, batterista, chitarrista e cantante statunitense (n. 1977)